# Aliona Moon
Aliona Moon, pe numele adevărat Aliona Munteanu (n. 25 mai 1989, Chișinău, Republica Moldova) este o cântăreață moldoveancă. Ea a reprezentat Republica Moldova la Concursul Muzical Eurovision 2013 (care a avut loc la Malmö în Suedia) cu piesa O mie și a obținut locul 11, cu 71 de puncte.

## Biografie
În 2010 Aliona s-a clasat pe locul 3 la Fabrica de Staruri 2, ediția moldovenească. Aliona a format trupa pop, Thumbs Up, împreună cu doi dintre foștii concurenți de la Star Factory. Trupa a existat doi ani. În 2011, a luat trofeul la Festivalul Muzical „Dan Spătaru” din România. În 2012 a urcat pe scena Eurovision-ului de la Baku, ca „back-vocalistă” pentru Pavel Parfeni în piesa acestuia, „Lăutar”, care s-a clasat pe locul 11. Aliona Moon a fost aleasă să reprezinte Republica Moldova la Eurovision Song Contest 2013, desfășurat la Malmö, cu single-ul ei pop, „A Million”, piesă compusă de Pavel Parfeni. Ulterior, ea a decis, să interpreteze în cadrul concursului versiunea în limba română a piesei sale, „O mie” și a reușit să se califice în finală.
În 2014 a participat în cadrul show-ului muzical „Vocea României” difuzat de Pro TV.
În 2018, Aliona s-a căsătorit cu chitaristul Vova Fedorenco.
| Predecesor: Pavel Parfeni | Reprezentantul Moldovei la Eurovision 2013 | Succesor: Cristina Scarlat |